# Rox Motor
Rox Motor (chiń. upr. 极石汽车) – chiński producent hybrydowych samochodów, z siedzibą w Szanghaju, działający od 2023 roku.

## Historia
W 2021 roku chiński przedsiębiorca Chang Jing, założyciel popularnej firmy produkującej odkurzacze Roborock wspieranej przez technologicznego giganta Xiaomi, zainwestował pozyskane fundusze w startup Rox Motor z siedzibą w Szanghaju. Za cel obrał on wdrożenie do produkcji zelektryfikowanych, zaawansowanych technologicznie samochodów wykonanych z aluminium. W ciągu pierwszego roku działalności zatrudniono 1800 osób, a także podpisano kontrakty o współpracę technologiczną z takimi firmami jak Bosch, CATL, Continental czy Valeo. Pierwsze testy przedprodukcyjnych prototypów rozpoczęły się w listopadzie 2022 W czerwcu 2023 przedstawiono pierwsze oficjalne informacje na temat produkcyjnej specyfikacji na temat samochodu Rox Motor, w którego opracowaniu technologiczne i produkcyjne wsparcie udzieliła rodzima firma BAW. 
Oficjalna premiera pierwszego modelu Rox Motor odbyła się w sierpniu 2023. Pierwszy produkt firmy, Rox 01, przyjął postać dużego SUV-a z napędem hybrydowym typu EREV, gdzie silnik pełni funkcję generatora i wydłuża zasięg w cyklu mieszanym. Produkcja samochodu rozpoczęła się oficjalnie w pekińskich zakładach BAW, w ramach porozumienia o technologicznej współpracy, pod koniec października 2023, a dostawy zapoczątkowano miesiąc później. Jesienią 2024 Rox Motor rozpoczęło ekspansję na rynki zagraniczne, poczynając od Bliskiego Wschodu i Rosji.

## Modele samochodów

### Obecnie produkowane
- 01